# Tích phân suy rộng

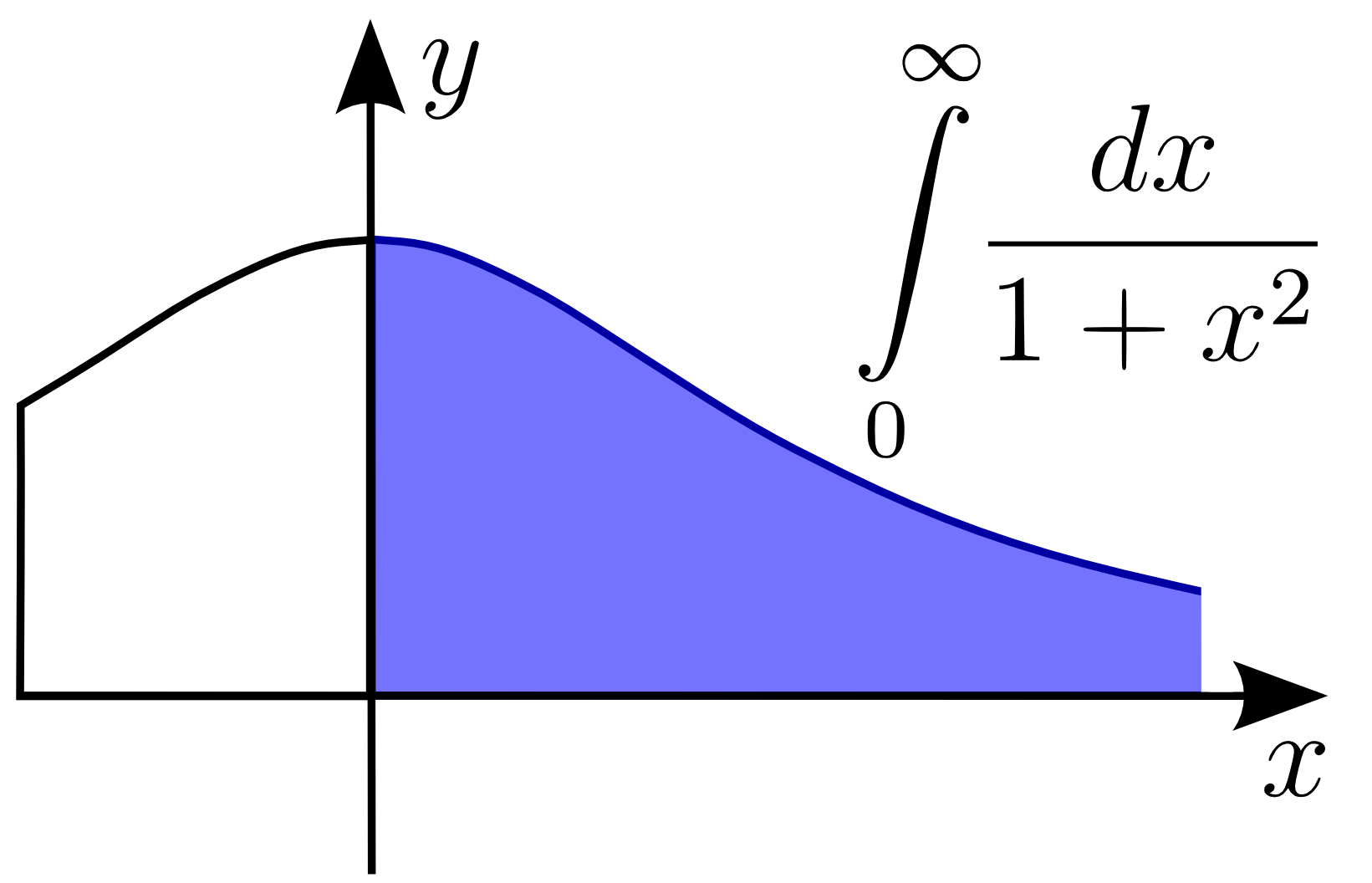
Một tích phân suy rộng loại một. Tích phân được xác định trên một miền không bị chặn.

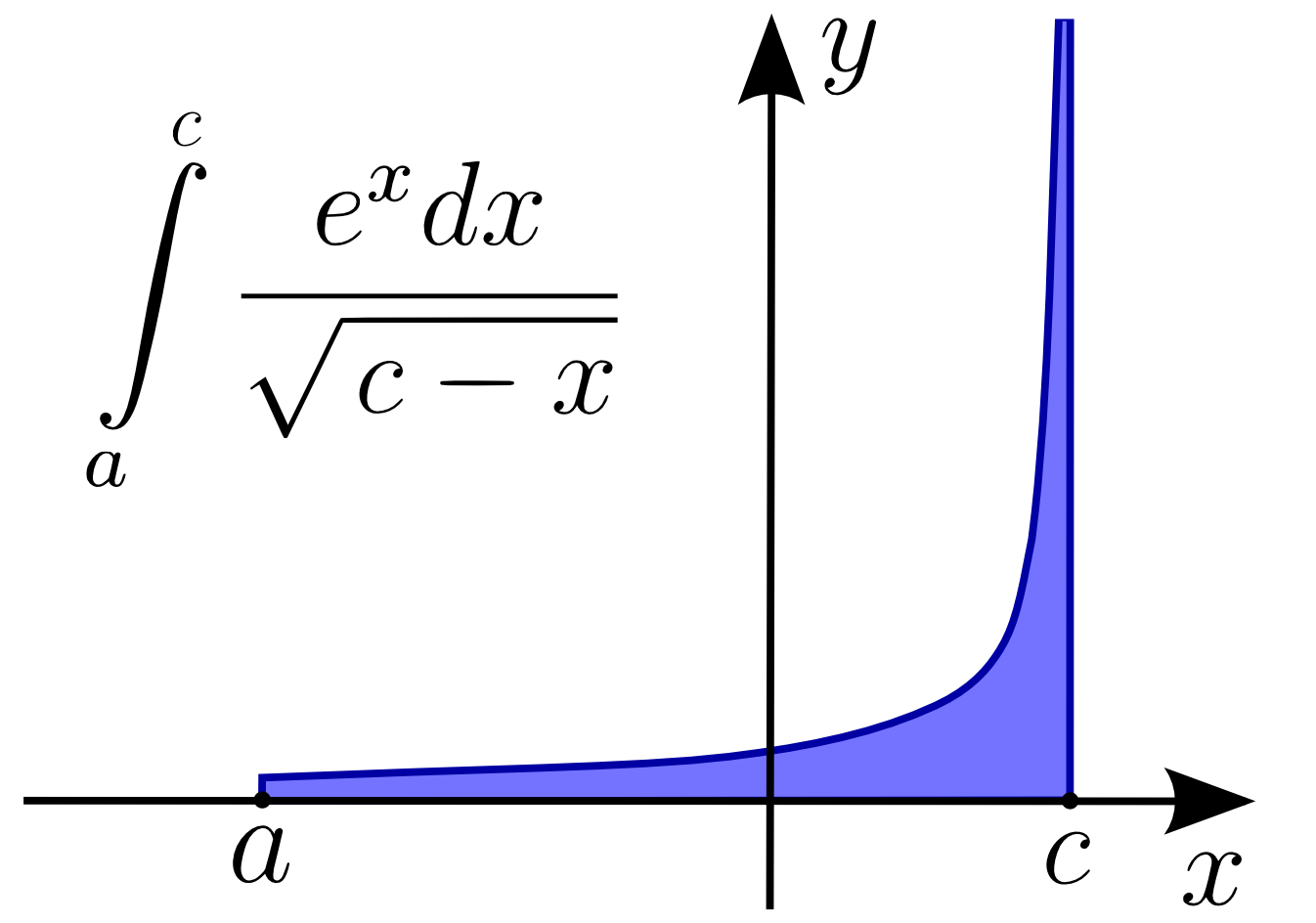
Một tích phân Riemann suy rộng loại hai. Tích phân có thể không tồn tại vì một tiệm cận đứng trong hàm.

Trong giải tích, tích phân suy rộng là giới hạn của một tích phân xác định như một điểm đầu nút của (các) khoảng lấy tích phân tiệm cận hoặc số thực xác định hoặc {\displaystyle \infty } hoặc {\displaystyle -\infty } hoặc trong một số trường hợp, cả hai điểm đầu nút đều đạt đến các giới hạn. Một tích phân như vậy thường được viết tượng trưng giống như một tích phân xác định tiêu chuẩn, với vô cực như là một giới hạn của tích phân.
Cụ thể, một tích phân suy rộng là giới hạn có dạng
{\displaystyle \lim _{b\to \infty }\int _{a}^{b}f(x)\,\mathrm {d} x,\qquad \lim _{a\to -\infty }\int _{a}^{b}f(x)\,\mathrm {d} x,}
hoặc của dạng
{\displaystyle \lim _{c\to b^{-}}\int _{a}^{c}f(x)\,\mathrm {d} x,\quad \lim _{c\to a^{+}}\int _{c}^{b}f(x)\,\mathrm {d} x,}
trong đó tích phân nhận một giới hạn của một hay điểm đầu nút khác (hoặc đôi khi cả hai) (Apostol 1967, §10.23). Khi hàm không xác định tại nhiều điểm hữu hạn trong khoảng, tích phân suy rộng trên khoảng được định nghĩa là tổng các tích phân suy rộng trên các khoảng giữa những điểm này.
Bằng cách lạm dụng ký hiệu, tích phân suy rộng thường được viết tượng trưng như tích phân xác định tiêu chuẩn, nhưng với vô cực là một trong các giới hạn của tích phân. Khi tích phân xác định tồn tại (theo nghĩa của hoặc tích phân Riemann hoặc tích phân Lebesgue cao cấp hơn), sự nhập nhằng này được giải quyết do cả tích phân thường và tích phân suy rộng có giá trị như nhau.
Thường thì người ta có thể tính giá trị của tích phân suy rộng, ngay cả khi hàm không khả tích theo nghĩa thông thường (ví dụ như tích phân Riemann) do một điểm kỳ dị trong hàm hoặc không xác định tại vô cực. Các tích phân như vậy thường được gọi là "suy rộng thực", vì chúng không thể tính như một tích phân thường.

## Ví dụ
Định nghĩa ban đầu của tích phân Riemann không áp dụng cho một hàm như {\displaystyle 1/{x^{2}}} trên khoảng [1, ∞), bởi vì trong trường hợp này miền của tích phân không bị chặn. Tuy nhiên, tích phân Riemann thường có thể được mở rộng bằng tính liên tục, bằng cách định nghĩa tích phân suy rộng, thay vì là một giới hạn
{\displaystyle \int _{1}^{\infty }{\frac {1}{x^{2}}}\,\mathrm {d} x=\lim _{b\to \infty }\int _{1}^{b}{\frac {1}{x^{2}}}\,\mathrm {d} x=\lim _{b\to \infty }\left(-{\frac {1}{b}}+{\frac {1}{1}}\right)=1.}
Định nghĩa hẹp của tích phân Riemann cũng không bao gồm hàm số {\displaystyle 1/{\sqrt {x}}} trên khoảng [0, 1]. Vấn đề ở đây là hàm lấy tích phân không bị chặn trong miền tích phân (định nghĩa đòi hỏi cả miền của tích phân và của hàm lấy tích phân phải bị chặn). Tuy nhiên, tích phân suy rộng vẫn tồn tại nếu được hiểu là giới hạn
{\displaystyle \int _{0}^{1}{\frac {1}{\sqrt {x}}}\,\mathrm {d} x=\lim _{a\to 0^{+}}\int _{a}^{1}{\frac {1}{\sqrt {x}}}\,\mathrm {d} x=\lim _{a\to 0^{+}}(2-2{\sqrt {a}})=2.}
Đôi khi các tích phân có thể có hai điểm kỳ dị không thích hợp. Ví dụ, xét hàm 1/((x + 1)√x) được lấy tích phân từ 0 đến ∞ (shown right). Tại giới hạn dưới, khi  x tiến tới 0 hàm tiến tới ∞, và giới hạn trên cũng chính là ∞, dù hàm tiến tới 0. Như vậy đây là tích phân suy rộng kép. Ví dụ lấy tích phân từ 1 đến 3, tổng Riemann bình thường cũng đủ đưa ra kết quả  π/6. Lấy tích phân từ 1 đến ∞, tổng Riemann không thể cho ra kết quả. Tuy nhiên, giới hạn trên hữu hạn bất kỳ, như t (với t > 1), cho kết quả rõ ràng, 2 arctan(√t) − π/2. Tích phân này có giới hạn hữu hạn khi t đến vô cùng,cụ thể là π/2. Tương tự như vậy, tích phân từ 1/3 đến 1 cho phép dùng tổng Riemann, tình cờ một lần nữa cho ra kết quả π/6. Thay 1/3 bằng một giá trị dương tùy ý s (như s < 1) cũng không kém phần an toàn, cho  π/2 − 2 arctan(√s). này cũng có giới hạn hữu hạn khi s tiến đến không, cụ thể là π/2. Kết hợp các giới hạn của hai đoạn, kết quả của tích phân suy rộng này là
{\displaystyle {\begin{aligned}\int _{0}^{\infty }{\frac {dx}{(x+1){\sqrt {x}}}}&{}=\lim _{s\to 0}\int _{s}^{1}{\frac {dx}{(x+1){\sqrt {x}}}}+\lim _{t\to \infty }\int _{1}^{t}{\frac {dx}{(x+1){\sqrt {x}}}}\\&{}=\lim _{s\to 0}\left({\frac {\pi }{2}}-2\arctan {\sqrt {s}}\right)+\lim _{t\to \infty }\left(2\arctan {\sqrt {t}}-{\frac {\pi }{2}}\right)\\&{}={\frac {\pi }{2}}+\left(\pi -{\frac {\pi }{2}}\right)\\&{}=\pi .\end{aligned}}}
Quá trình này không đảm bảo thành công; giới hạn có thể không tồn tại, hoặc có thể là vô hạn. Ví dụ, trong khoảng bị chặn từ 0 đến 1 tích phân của 1/x không hội tụ; và trong khoảng không bị chặn từ 1 đến ∞ tích phân 1/√x không hội tụ.
Trường hợp cũng có thể xảy ra là một hàm lấy tích phân không bị chặn gần một điểm trong, trường hợp này tích phân phải được chia tại điểm đó. Đối với tích phân mà toàn tích phân hội tụ, các tích phân giới hạn trên cả hai vế phải tồn tại và phải bị chặn. Ví dụ:
{\displaystyle {\begin{aligned}\int _{-1}^{1}{\frac {dx}{\sqrt[{3}]{x^{2}}}}&{}=\lim _{s\to 0}\int _{-1}^{-s}{\frac {dx}{\sqrt[{3}]{x^{2}}}}+\lim _{t\to 0}\int _{t}^{1}{\frac {dx}{\sqrt[{3}]{x^{2}}}}\\&{}=\lim _{s\to 0}3(1-{\sqrt[{3}]{s}})+\lim _{t\to 0}3(1-{\sqrt[{3}]{t}})\\&{}=3+3\\&{}=6.\end{aligned}}}
Nhưng tích phân tương tự
{\displaystyle \int _{-1}^{1}{\frac {dx}{x}}}
không thể thể được gán một giá trị theo cách này, khi các tích phân ở trên và dưới không hội tụ độc lập. (Xem thêm giá trị chủ yếu Cauchy.)

## Điểm kỳ dị
Người ta có thể nói về sự điểm kỳ dị của một tích phân suy rộng, theo nghĩa là những điểm của đường số thực mở rộng mà tại đó các giới hạn được sử dụng.